# Italian Open 2025
Italian Open 2025 (cunoscut și sub numele de Roma Masters sau Internazionali BNL d'Italia din motive de sponsorizare) a fost un turneu profesionist de tenis care s-a jucat pe terenuri cu zgură, în aer liber, la Foro Italico din Roma, Italia. A fost cea de-a 82-a ediție a Italian Open și a fost clasificat ca un eveniment ATP 1000 pe Circuitul ATP 2025 și un eveniment WTA 1000 pe Circuitul WTA 2025.
Cu al 19-lea său titlu ATP Tour, spaniolul Carlos Alcaraz a egalat recordul lui Sinner pentru jucătorii născuți după 2000. El a devenit al cincilea jucător care câștigă toate cele trei titluri de Masters pe zgură și a triumfat pentru a șaptea oară la un turneu de nivel ATP 1000.
Al treilea titlu de simplu în circuitul WTA, al doilea la nivelul WTA 1000 și primul pe zgură a fost câștigat de Jasmine Paolini, în vârstă de 29 de ani. Ea a devenit cea mai în vârstă deținătoare a primului său titlu la Openul Italiei din era deschisă, a treia cea mai în vârstă finalistă și a doua campioană italiană, după Reggio în 1985. Ea a dominat, de asemenea, proba de dublu alături de Sara Errani. La Roma, ele și-au apărat trofeul ca prima pereche italiană indiferent de sex. Paolini a devenit, de asemenea, prima jucătoare campioană a ambelor competiții de la Roma de la Monica Seleș în 1990. Ea a fost a doua jucătoare care a câștigat ambele competiții WTA 1000 într-un singur turneu, după Zvonareva la Indian Wells 2009.
Dublul masculin a fost dominat de perechea numărul unu mondial, Marcelo Arévalo din El Salvador și Mate Pavić din Croația, care au câștigat al șaptelea trofeu împreună.

## Campioni

### Simplu masculin
Pentru mai multe informații consultați Italian Open 2025 – Simplu masculin

### Simplu feminin
Pentru mai multe informații consultați Italian Open 2025 – Simplu feminin

### Dublu masculin
Pentru mai multe informații consultați Italian Open 2025 – Dublu masculin

### Dublu feminin
Pentru mai multe informații consultați Italian Open 2025 – Dublu feminin

## Puncte și premii în bani

### Distribuția punctelor
| Probă           | C    | F   | SF  | QF  | Runda 4 | Runda 3 | Runda 2 | Runda 1 | Q   | Q2  | Q1  |
| Simplu masculin | 1000 | 650 | 400 | 200 | 100     | 50      | 30*     | 10      | 20  | 10  | 0   |
| Dublu masculin  | 1000 | 600 | 360 | 180 | 90      | 0       | N/A     | N/A     | N/A | N/A | N/A |
| Simplu feminin  | 1000 | 650 | 390 | 215 | 120     | 65      | 35*     | 10      | 30  | 20  | 2   |
| Dublu feminin   | 1000 | 650 | 390 | 215 | 120     | 10      | N/A     | N/A     | N/A | N/A | N/A |

### Premii în bani
| Probă           | C         | F         | SF        | QF        | Runda 4  | Runda 3  | Runda 2  | Runda 1  | Q2       | Q1      |
| Simplu masculin | 985.030 € | 523.870 € | 291.040 € | 165.670 € | 90.445 € | 52.925 € | 30.895 € | 20.820 € | 12.090 € | 6.270 € |
| Simplu feminin  | 877.390 € | 456.735 € | 240 380 € | 124.700 € | 66.110 € | 38.313 € | 21.215 € | 13.150 € | 10.015 € | 5.260 € |
| Dublu masculin* | 400.560 € | 212.060 € | 113.880 € | 56.950 €  | 30.540 € | 16.690 € | N/A      | N/A      | N/A      | N/A     |
| Dublu feminin*  | 306.500 € | 162.260 € | 87.140 €  | 43.560 €  | 23.290 € | 12.770 € | N/A      | N/A      | N/A      | N/A     |

*per echipă